# Roma alla conquista del mondo
Roma alla conquista del mondo è un romanzo storico di Simon Scarrow ambientato nell'anno 43 d.C., pubblicato in Italia nel luglio 2010 dalla casa editrice Newton Compton.
È il secondo romanzo della Eagles of the Empire Series con protagonisti Macrone e Catone.

## Trama

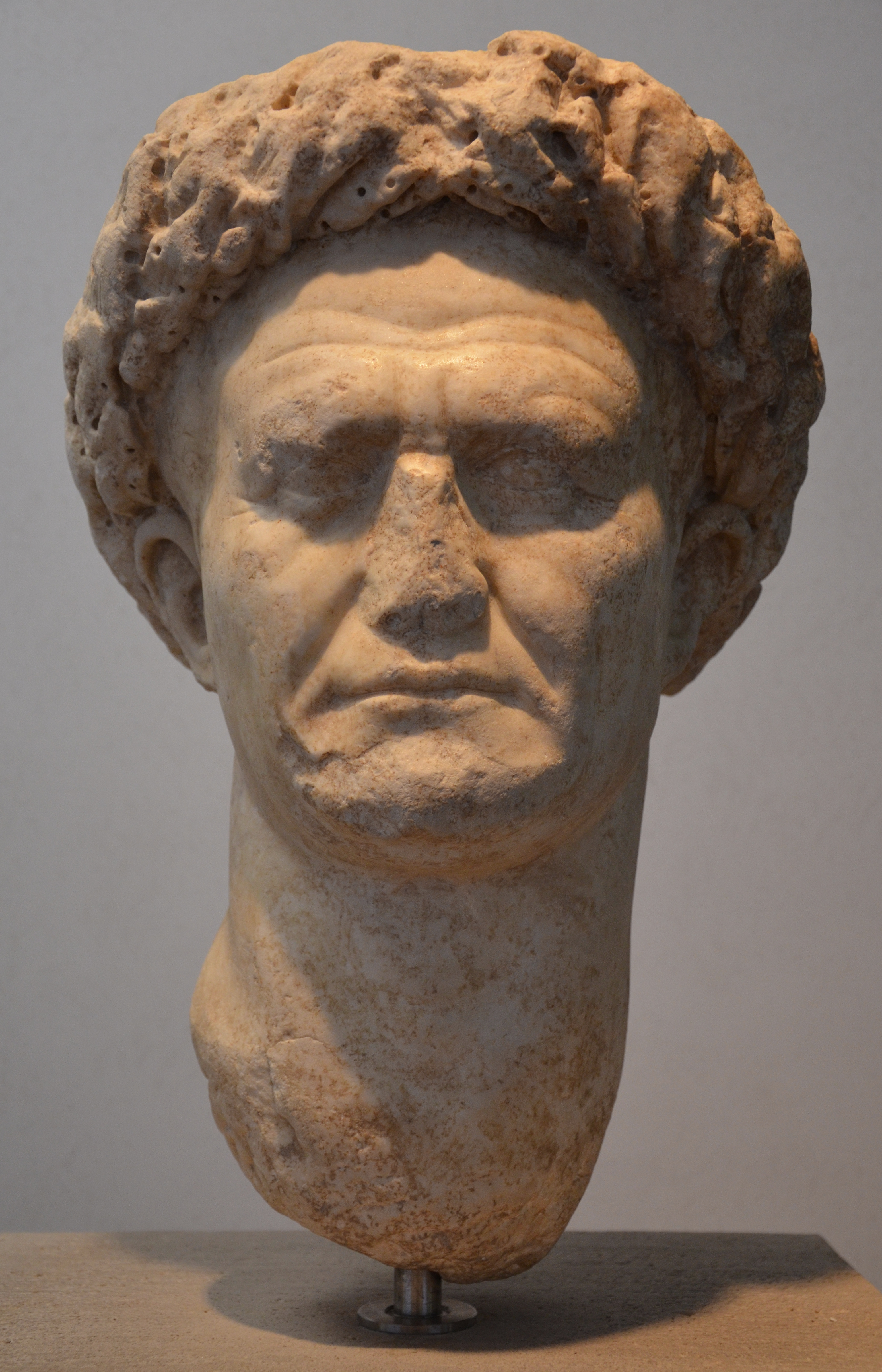
Busto di Vespasiano. Legato della Seconda Legione.

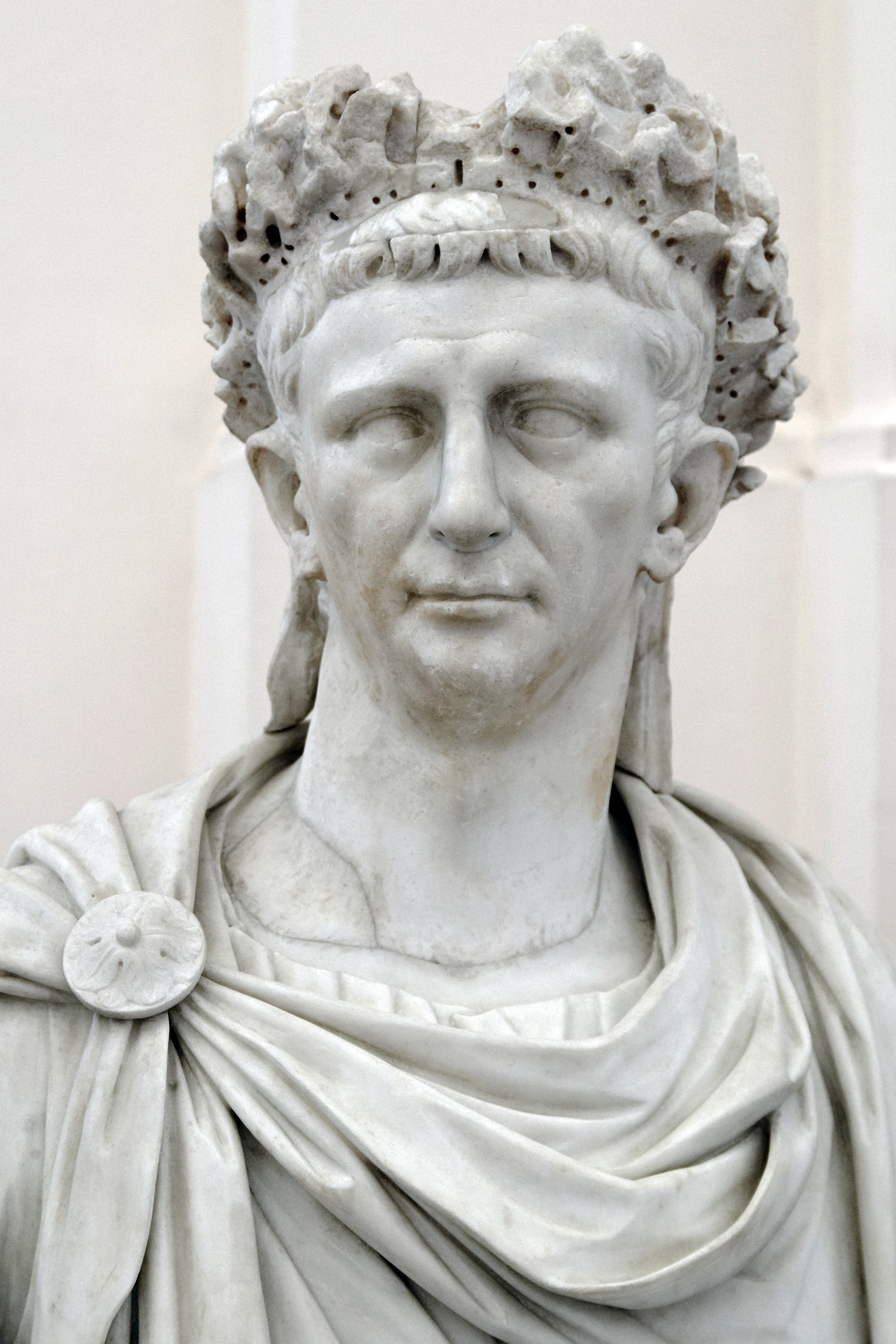
Statua dell'Imperatore Claudio. Si volle recare personalmente in Britannia per assistere alle ultime fasi della conquista.

La conquista della Britannia, una terra sconosciuta persa nella nebbia, procede a rilento. Il centurione Macrone e il suo braccio destro Catone, ex schiavo ed ex raffinato uomo di corte, guidano gli uomini della Seconda Legione lungo sentieri impervi e strade fangose, contro un nemico inafferrabile che attacca e si ritrae senza sosta. I Britanni sono guerrieri formidabili, che ignorano la paura ma conoscono bene le pratiche guerriere, e sono guidati dai Druidi, stregoni che padroneggiano con abilità le arti oscure. Inoltre, la poderosa macchina bellica romana è intralciata dalle meschine ambizioni di politicanti e arrivisti, che pensano alla carriera più che al successo della campagna. Claudio, l'imperatore debole, zoppo e balbuziente, ritarda l'avanzata per poter guidare di persona l'ultimo assalto. Ma ogni giorno di esitazione permette a Carataco, il valoroso capo nemico, di radunare altri uomini per il suo esercito, che diventa sempre più organizzato e temibile.
Sono passati pochi giorni dalla valorosa operazione che ha portato Macrone e Catone a recuperare la cassa col tesoro, nascosto da Cesare sulle rive della Britannia. Entrambi vengono convocati dal Legato Vespasiano per ricevere dei regali: a Macrone spetta la collana d'oro appartenuta al principe Togodumno, mentre a Catone il defunto Centurione capo Bestia ha lasciato in eredità la sua spada, ricevuta anni prima dal generale Germanico durante le sue campagne in Germania. Subito dopo Aulo Plauzio convoca lo stato maggiore per stabilire le fasi dell'imminente assalto alle forze di Carataco, che si stanno ammassando sulle rive del fiume Medway. In particolare il generale confida in una veloce vittoria sui britanni per poi marciare speditamente su Camulodunum.
Grazie a Catone che scopre un guado sul fiume Medway, Aulo Plauzio manda le legioni all'assalto delle fortificazioni britanniche, sulla sponda opposta del fiume, supportati anche dalla flotta che bersaglia la palizzata con l'artiglieria. L'assalto si rivela più problematico del previsto e la Nona legione subisce ingentissime perdite. Solamente al confluire nella battaglia delle altre due legioni le sorti si capovolgono e i britanni vengono sconfitti. Aulo Plauzio quindi lancia le legioni verso il fiume Tamesis all'inseguimento dei gruppi di britanni scampati al massacro: questa mossa si rivela molto azzardata in quanto i legionari si ritrovano ad affrontare la palude che li separa dal Tamesis e che li costringe a disperdersi e a cadere facilmente vittime delle imboscate dei britanni. La coorte di Macrone e Catone, dopo aver attraversato con fatica parte della palude, giunge in una radura dove viene assalita da un gruppo di britanni: Catone con pochi dei suoi riesce a mettersi in salvo raggiungendo le sponde del Tamesis, mentre di Macrone si perdono le tracce e lo si considera disperso tanto che Catone viene nominato Sostituto centurione.
Su ordine di Aulo Plauzio, Vespasiano organizza l'attraversamento del Tamesis per ingaggiare i britanni asserragliati lungo il fiume. Catone si offre volontario per fare parte della prima ondata, e giunto sulla riva opposta perde oltre la metà degli uomini nell'affrontare le forze britanniche notevolmente superiori per numero. Quando ormai la sua centuria è sull'orlo della disfatta, sbarcano i rinforzi con Vespasiano ed Aulo Plauzio e i britanni volgono in ritirata. Tra i legionari che sbarcano in massa sulla riva nord del Tamesis vi è anche Macrone, che viene accolto con gioia sia da Catone che da Vespasiano che gli riassegna immediatamente il comando della centuria.

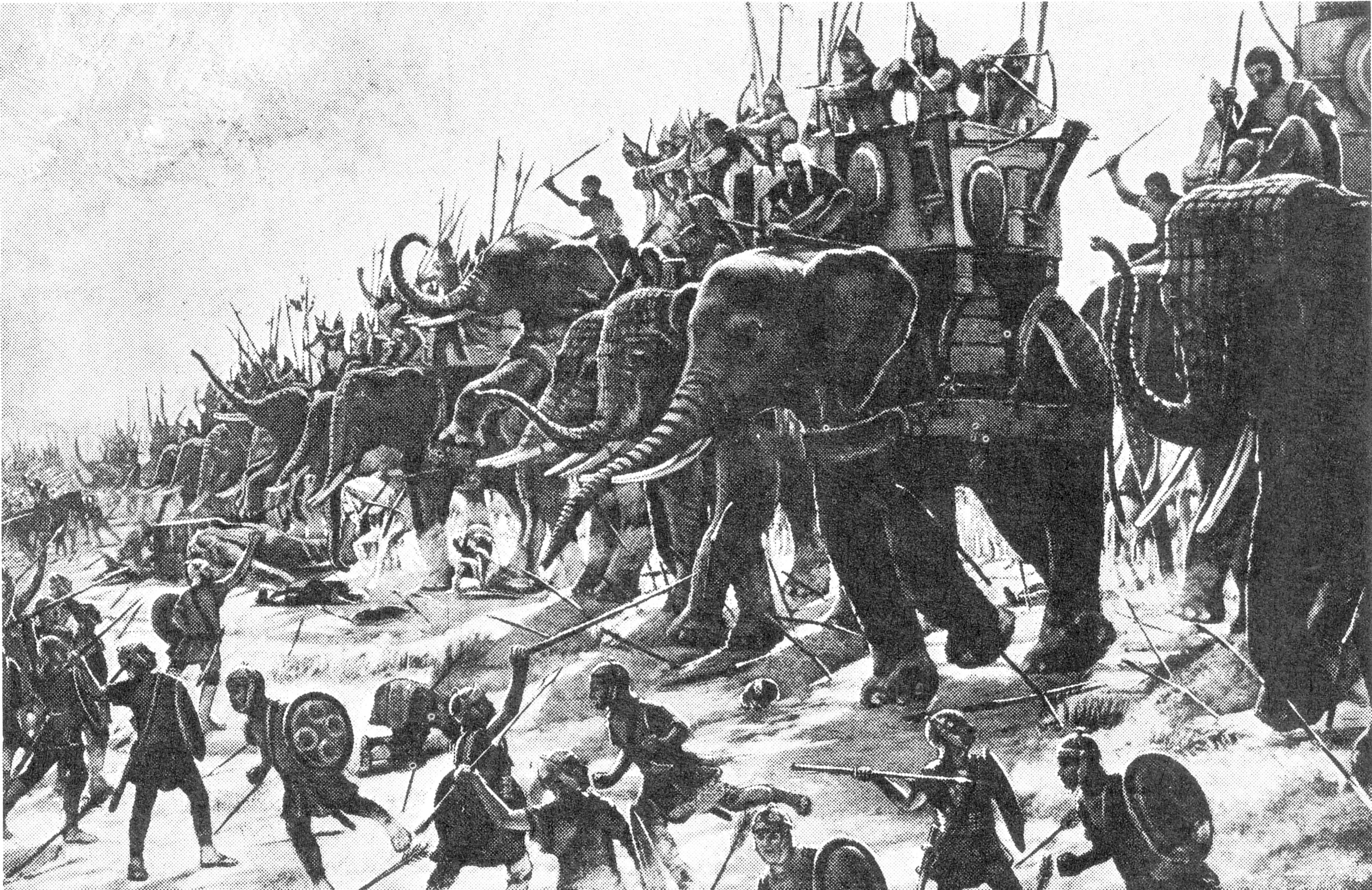
Al seguito di Claudio giunge in Britannia anche un contingente di elefanti da guerra, utilizzati durante la battaglia per la presa di Camulodunum.

Nei giorni successivi Aulo Plazio riordina le sue legioni, reintegrando con nuove reclute quelle che hanno subito perdite, soprattutto la Seconda Legione, in vista dell'avanzata per conquistare Camulodunum, la capitale dei britanni di Carataco. Lo stesso imperatore Claudio, per assistere alla vittoria finale, giunge in Britannia con parte dell'Ottava Legione, diverse coorti della Guardia pretoriana e anche alcuni elefanti da guerra. Al seguito dell'imperatore, oltre al segretario Narciso, vi sono anche alcuni senatori e diverse matrone tra cui Flavia, la moglie di Vespasiano, e la sua ancella Lavinia.
 Poco prima dell'arrivo dell'imperatore, Vespasiano viene informato da Adminio dell'esistenza di un complotto per uccidere Claudio; contemporaneamente qualcuno stava rifornendo i britanni di armamenti romani. Vespasiano informa Plauzio di tutto. Appena Claudio raggiunge le legioni di Aulo Plauzio, ne assume personalmente il comando, tanto che nonostante le perplessità dei comandanti veterani, pianifica ed espone lui stesso la strategia per assaltare le fortificazioni dei britanni. Durante l'esposizione del piano Vespasiano fa presente che non era ancora stata fatta un'accurata ispezione dei boschi circostanti, per evitare eventuali imboscate, ma sia Claudio che il suo segretario Narciso rimangono irremovibili sugli ordini impartiti per un celere e diretto assalto in massa alle fortificazioni.
Una volta cominciato l'assalto, le coorti della seconda legione vengono lasciate a guardia dell'accampamento come riserva, mentre i pretoriani sono i primi a ingaggiare battaglia. Questi riescono a scavalcare le prime difese, ma rimangono bloccati nel successivo avvallamento disseminato di buche con i temibili gigli, e subiscono gravissime perdite; le altre due legioni, lanciate all'assalto da Claudio sulle ali dell'entusiasmo iniziale, rimangono a loro volta bloccate dagli uomini che li precedono, generando grande confusione. Per tentare di risolvere la situazione Claudio ordina la ritirata, e manda un emissario per ordinare a Vespasiano di spostare le sue coorti sul lato delle fortificazioni per prendere alle spalle i britanni. Mentre Vespasiano sta valutando se obbedire o meno al folle ordine dell'imperatore, dai boschi non perlustrati sbuca un grosso contingente di britanni, con molti carri da guerra, che si lanciano contro le legioni in ritirata per circondarle. A questo punto, invece di seguire gli ordini di Claudio, Vespasiano decide di tentare di fermare il tentativo di accerchiamento messo in atto dai britanni. La mossa si rivela vincente e la battaglia volge totalmente a favore dei romani con il massacro quasi completo dell'esercito britanno. Gli abitanti della capitale dei Trinovanti, Camulodunum, venuti a sapere della disfatta di Carataco, decidono di aprire le porte al sopraggiungente esercito di Claudio sottomettendosi con grandi onori al conquistatore.

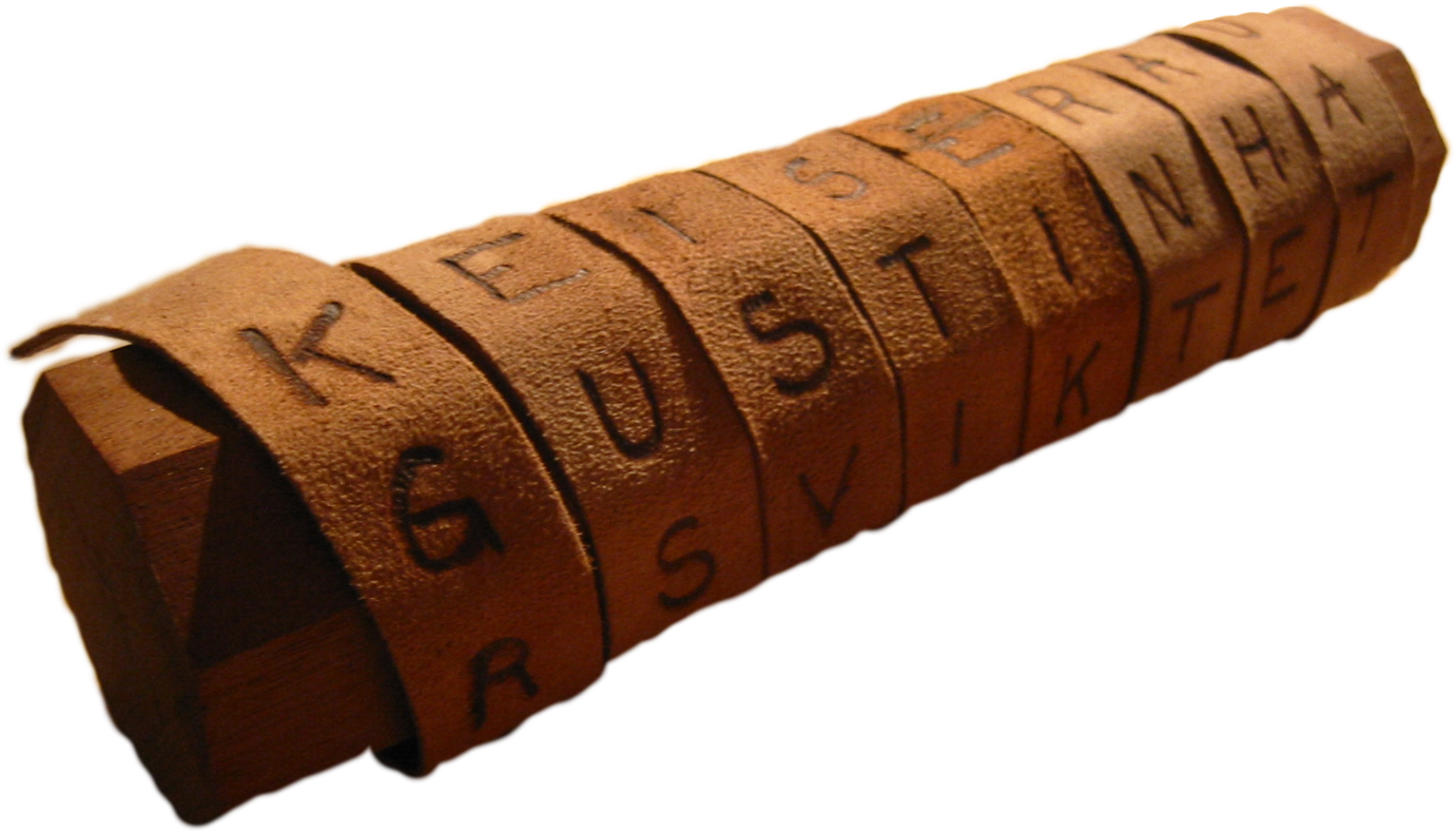
Una scitala molto simile a quella che Catone traduce scongiurando l'assassinio di Claudio.

Per festeggiare la vittoria, Claudio organizza un sontuoso banchetto, dove invita tutti i capi delle tribù britanniche, tra cui l'anziano Venuzio e il giovane Bellonio, figlio del capo di una piccola tribù del nord. Nell'occasione, Catone vede una striscia di stoffa, che aveva trovato sul corpo del morente Niso, il chirurgo della Legione, e scopre il nome di chi ucciderà Claudio: la stoffa a cui all'inizio aveva prestato poca importanza è infatti una scitala un tipo di messaggio cifrato, e avvolgendo la scitala su di una lancia vi compare il nome di Bellonio. Catone avvisa subito Macrone e assieme a lui si reca immediatamente al banchetto giungendo proprio mentre Bellonio si sta lanciando verso Claudio: l'intervento di Catone sarà decisivo, ma il colpo mortale all'assassino verrà inferto da Vitellio. Catone ricostruisce quindi i passaggi e intuisce che il messaggio fosse destinato a Vitellio e che questi, resosi conto del fallimento, ha deciso di passare dalla parte del salvatore dell'imperatore. Prima di essere acclamato da Claudio quale suo salvatore, Vitellio uccide Lavinia, per metterla a tacere visto che l'aveva utilizzata per far arrivare a Bellonio il coltello.

## Personaggi
- Lucio Cornelio Macrone: Centurione della Sesta centuria della Quarta Coorte della Seconda Legione; veterano molto rude.
- Quinto Licinio Catone: Optio della Sesta centuria della Quarta Coorte della Seconda Legione; ex schiavo, serve sotto le aquile da poco tempo.
- Carataco: Re, guerriero e capo di una coalizione di popoli che ha come obiettivo fermare la conquista della Britannia da parte di Roma.
- Imperatore Claudio: Imperatore romano dal 41 d.c., si reca in Britannia con la Guardia Pretoriana.
- Aulo Plauzio: Generale dell'esercito in Britannia, composto da quattro legioni la Seconda, la Nona, la Quattordicesima e la Ventesima.
- Vespasiano: Legato della Seconda Legione.
- Vitellio: Tribuno della Seconda Legione.
- Narciso: Segretario dell'Imperatore Claudio.
- Flavio Sabino: Prefetto della cavalleria, fratello del Legato Vespasiano.
- Osidio Geta: Legato della Nona Legione.

- Adminio: Esule britannico, guida al servizio della Seconda Legione.
- Piras: Legionario veterano, della Seconda Legione.
- Niso: Chirurgo della Seconda Legione, di origine cartaginese.
- Venuzio: Principe di una tribù di britanni.
- Bellonio: Figlio del capo di una tribù del nord.
- Flavia Domitilla: Moglie di Vespasiano.
- Flavia Lavinia: Schiava al servizio di Flavia di cui Catone si è infatuato.
- Marco Cassio Niso: Chirurgo della Seconda Legione.
- Caio Mario: Legionario, congedato dall'esercito a causa dell'amputazione di una gamba.
- Sesto: Prefetto del campo, della Seconda Legione.
- Gaio Valerio Massimo: Legionario veterano, assegnato alla Ventesima Legione.
- Tito: Figlio di Vespasiano e Flavia.
- Plinio: Tribuno della Seconda Legione.
- Scauro: Legionario della Seconda Legione.

## Ambientazione
| Anno    | Età Macrone | Età Catone | Ambientazione |
| ------- | ----------- | ---------- | ------------- |
| 43 d.C. | 35 anni     | 18 anni    |               |

## Edizioni
- Simon Scarrow, Roma alla conquista del mondo, traduzione di Annalisa Biasci e Milva Faccia, collana Nuova Narrativa Newton, Newton Compton, 8 luglio 2010,  p. 377, ISBN 978-88-541-1984-0.
- Simon Scarrow, Roma alla conquista del mondo, traduzione di Annalisa Biasci e Milva Faccia, collana Gli Insuperabili, Newton Compton, 12 luglio 2012,  p. 384, ISBN 978-88-541-3986-2.
- Simon Scarrow, L'aquila di Roma, traduzione di Annalisa Biasci e Milva Faccia, collana SuperInsuperabili, Newton Compton, 13 febbraio 2014,  p. 1.018, ISBN 978-88-541-6101-6.[8]
- Simon Scarrow, Roma alla conquista del mondo, traduzione di Annalisa Biasci e Milva Faccia, collana Gli Insuperabili, Newton Compton, 15 settembre 2014,  p. 384, ISBN 978-88-541-7418-4.
- Simon Scarrow, Roma alla conquista del mondo, traduzione di Annalisa Biasci e Milva Faccia, collana Gli Insuperabili Gold, Newton Compton, 13 luglio 2017,  p. 351, ISBN 978-88-227-0702-4.

## Analisi
- In Roma alla conquista del mondo Catone riceve la prima promozione, momentanea, quando Macrone viene dato per disperso e lui viene chiamato a sostituirlo come Sostituto Centurione.
- All'inizio del romanzo si apprende che Flavia Domitilla, la moglie di Vespasiano, e la sua ancella e schiava Lavinia, stanno tornando a Roma anche in seguito alle rivelazioni, fatte da Vitellio a Vespasiano, che vedrebbero Flavia coinvolta con i Liberatores che intendono ripristinare la Repubblica.